# 地域新聞ふりっぱー
地域新聞ふりっぱー（ちいきしんぶん-）とは、総合商研株式会社で発行・配信される、札幌圏のグルメ・店舗・タウン情報を扱う地域密着型のフリーペーパー、または、ウェブサイトである。略称は、「ふりっぱー」。

## 概要
毎月第4木・金曜日に83.1万部を発行し、札幌圏に配布する。基本は、個別配布し、残りを書店や販売店などに置本される。
地域密着型のグルメ・店舗情報を取扱い、各エリアごとに異なった記事が掲載される。

### 配布エリア
2012年10月1日現在
札幌西版
札幌市（中央区西部・西区・手稲区）・小樽市（一部）で20.5万部発行。
白石・厚別版
札幌市（白石区・厚別区・中央区創成東・江別市大麻）で17.6万部発行。
札幌南版
札幌市（中央区東部・豊平区・清田区）・北広島市（大曲地区）で21.5万部発行。
北・東版
札幌市（北区・東区）で23.5万部発行。

### 歴史
- 1992年から1994年8月まで週刊ふりっぱーを発行。
- 2006年6月25日 地域新聞ふりっぱー「白石版」の創刊準備号6万部を東西は東札幌～南郷通14丁目、南北は栄通～平和通までの全戸宅配にて配布。
- 2006年7月25日 白石版を新装刊として創刊。
- 2006年12月 豊平版創刊準備号発行
- 2007年1月 豊平版創刊号発行
- 2007年2月 厚別版創刊準備号発行
- 2007年9月 西版創刊準備号発行
- 2007年10月 西版創刊号発行
- 2007年11月 厚別清田版を廃刊し、白石厚別版、豊平清田版に改変。各版15万部発行
- 2008年7月 北東版創刊号発行
- 2008年11月 中央南版創刊号発行
- 2010年2月 西手稲版2月15日号として創刊準備号発行
- 2011年3月 白石厚別版3月16日号として創刊号発行も休刊
- 2011年6月 中央南版を廃刊し、札幌南版、札幌西版、白石厚別版に再編、札幌南版23万部・札幌西版20.5万部・札幌北東版22万部・白石厚別版16.5万部発行
- 2011年7月 白石厚別版江別市大麻にエリア拡大、17.6万部発行。4版合計83.1万部発行、WEBにてふりっぱーTVスタート
- 2012年2月 西版2月15日号創刊、中央区西部・西区・手稲区の1部にて15万部発行
- 2013年3月 南版3月15日号として創刊号発行

## ウェブ版
- ウェブ版は、『札幌市地域新聞ふりっぱー Web』名で配信。

## Amusementふりっぱー
- 地域によっては、不定期に「Amusementふりっぱー」（アミューズメント-）が発行される。

## 雪ミク×ふりっぱー
- さっぽろ雪まつりに合わせて開催されるSNOW MIKU 20XXの公式冊子。イベントや商品の紹介等を収録し、裏表紙はスタンプラリーのシートとなっている。

## 外部サイト
- 地域新聞ふりっぱーWeb 公式サイト
- Amusementふりっぱー
- 総合商研株式会社 公式サイト